# Dangerous (album)
Dangerous este cel de-al optulea album de studio înregistrat de către cântărețul american Michael Jackson. Albumul a fost lansat pe 26 noiembrie 1991 de către casa de discuri Epic Records. Dangerous a intrat în topul Billboard Hot 200 direct pe locul 1 la numai trei zile de la lansare și a rămas acolo pentru patru săptămâni. S-a vândut în peste 32 de milioane de exemplare în întreaga lume. A câștigat în 1992 un Grammy la categoria "Best Engineered Album".

## Conținut
Lista melodiilor incluse în album este:
1. „Jam” — 5:39
2. „Why You Wanna Trip on Me” — 5:24
3. „In the Closet” — 6:31
4. „She Drives Me Wild” — 3:41
5. „Remember the Time” — 4:00
6. „Can't Let Her Get Away” — 4:59
7. „Heal the World” — 6:25
8. „Black or White”  — 4:14
9. „Who Is It” — 6:34
10. „Give In to Me” — 5:29
11. „Will You Be There”  — 5:55
12. „Keep The Faith”  — 5:57
13. „Gone Too Soon”  — 3:22
14. „Dangerous”  — 6:59